# Guennadi Selezniov
Pour les articles homonymes, voir Selezniov.
Guennadi Nikolaïevitch Selezniov (en russe : Геннадий Николаевич Селезнёв) est un homme politique russe né le 6 novembre 1947 à Serov dans l'oblast de Sverdlovsk, et mort le 19 juillet 2015. Selezniov est président de la Douma d'État de la fédération de Russie de 1996 à 2003, il est membre du Parti communiste de la fédération de Russie.

## Biographie
Selezniov fait des études de journalisme à l'université d'État de Saint-Pétersbourg et adhère au Parti communiste de l'Union soviétique (PCUS). Il est rédacteur en chef de l'hebdomadaire Smena en 1975-1980 et de la Komsomolskaïa Pravda entre 1981 et 1988, puis de la Pravda du mois d'août 1991 jusqu'au mois d'octobre 1993.
Après le coup d'État manqué contre Mikhaïl Gorbatchev en 1991, le PCUS est interdit. En 1993, Selezniov adhère au Parti communiste de la fédération de Russie dirigé par Guennadi Ziouganov.
Selezniov se présente à l'élection législative de 1995. Le Parti communiste y détient une majorité relative (157 sièges sur 450) mais Ziouganov ne souhaite pas présider la Douma car il se prépare à postuler à l'élection présidentielle de 1996. C'est donc Selezniov qui devient président de la Douma d'État le 17 janvier 1996.
Pendant son mandat, Selezniov et le groupe communiste protestent contre les réformes lancées par Boris Eltsine. Ils s'opposent à l'ouverture des marchés voulue par le premier ministre Sergueï Kirienko en 1998, mais ils n'ont pas les pouvoirs nécessaires pour lutter contre la politique d'Eltsine. En 1998, Selezniov fait d'Alexandre Douguine son conseiller pour les questions stratégiques et géopolitiques.
Les élections législatives de 1999 sont remportées par le Parti communiste qui obtient encore une majorité relative (113 sièges sur 450) et Selezniov garde son poste de président de la Douma d'État.
En 1999, Selezniov se présente à l'élection du gouverneur de l'oblast de Moscou. Il est défait par le général Boris Gromov.
Selezniov souhaite une évolution du Parti communiste vers la social-démocratie, ce choix n'est pas celui de Ziouganov et en juin 2002 Selezniov est exclu par Parti. Selezniov crée son parti : le Parti de la renaissance de la Russie.
En 2003, Russie unie, le parti présidentiel remporte les élections législatives (223 sièges contre 52 au parti communiste) et Selezniov laisse son poste de Président de la Douma à Boris Gryzlov. Son propre parti, le Parti de la renaissance de la Russie obtient 3 sièges dans un scrutin uninominal (et 1,88 %) dans une alliance avec le Parti russe de la Vie, Selezniov lui-même est élu à Saint-Pétersbourg contre Irina Khakamada.